# Royal Rumble (1994)
Le Royal Rumble 1994 est un événement de Catch télédiffusé et visible uniquement en paiement par séance. Cette septième édition du Royal Rumble est produit par la World Wrestling Entertainment (WWE), qui portait à l'époque le nom de la World Wresling Federation (WWF). L'événement s'est déroulé le 22 janvier 1994 au Providence Civic Center à Providence dans l'état du Rhode Island aux États-Unis.
L'événement principal de l'événement était le Royal Rumble Match, un match dans lequel les lutteurs entrent dans le ring dans un intervalle régulier de 90 secondes dans le but d'obtenir une place dans le main event à WrestleMania. Bret Hart et Lex Luger ont tous les deux été nommé vainqueurs, lorsqu'ils se sont éliminés simultanément à la fin du match. 
L'événement fut marqué principalement par la trahison de Owen Hart face à son frère Bret Hart en lui infligeant des coups de pied au genou à la suite de leur défaite contre The Quebecers (Jacques Rougeau et Pierre Ouellet) qui eux conserve le WWF World Tag Team Championship. Enfin, le Championnat de la WWF oppose Yokozuna à The Undertaker dans un casket match. Ce match sur termine sur une victoire de Yokozuna qui conserve son titre en enfermant The Undertaker dans le cercueil avec l'aide de plusieurs autres catcheurs

## Résultats
| #                                                          | Résultats                                                                                               | Stipulations                                           | Commentaires | Durée |
| ---------------------------------------------------------- | --- | ------------------------------------------------------ | --- | ----- |
| Dark match                                                 | The Brooklyn Brawler bat Jim Powers                                                                     | Match simple                                           | | 3:42  |
| 1                                                          | Tatanka bat Bam Bam Bigelow (avec Luna Vachon)                                                          | Match simple                                           | - Tatanka a effectué le tombé sur Bigelow après un high cross body de la troisième corde. | 8:12  |
| 2                                                          | The Quebecers (c) (Jacques Rougeau et Pierre Ouellet) (avec Johnny Polo) battent Bret Hart et Owen Hart | Tag team match pour le WWF Tag Team Championship       | - L'arbitre Tim White a arrêté le match après qu'il considérait que Bret était incapable de catcher après une (kayfabe) une blessure au genou dont il a souffert pendant le match. - Après le match, Owen attaquait Bret, donnant des coups de pied sur son genou blessé avant de partir.                                                   | 16:48 |
| 3                                                          | Razor Ramon (c) bat Irwin R. Schyster                                                                   | Match simple pour le WWF Intercontinental Championship | - Ramon a effectué le tombé sur I.R.S après un Razor's Edge. - Durant le match, l'arbitre Joey Marella était inconscient. Shawn Michaels venait et frappait Ramon avec son faux titre IC. IRS a effectué le tombé sur Ramon, cependant, l'arbitre Earl Hebner venait, informait Marella de ce qui est arrivé, et le match était recommencé. | 11:30 |
| 4                                                          | Yokozuna (c) (avec Mr. Fuji et Jim Cornette) bat The Undertaker (avec Paul Bearer)                      | Casket match pour le WWF Championship                  | - Yokozuna a enfermé Undertaker dans le cercueil avec l'aide de Crush, The Great Kabuki, Tenryu, Bam Bam Bigelow, Adam Bomb, Jeff Jarrett, The Headshrinkers et Diesel. | 14:20 |
| 5                                                          | Bret Hart et Lex Luger ont remporté le Royal Rumble 1994                                                | Royal Rumble Match                                     | - Les deux derniers participants, Bret Hart et Lex Luger, étaient déclarés covainqueurs du Royal Rumble par le Président de la WWF Jack Tunney quand ils étaient éliminés tous les deux en même temps. | 55:08 |
| (c) désigne le champion défendant son titre dans le match. | |                                                        | |       |

## Entrées et éliminations du Royal Rumble
Un nouvel entrant arrivait approximativement toutes les 90 secondes. C'était le premier Royal Rumble à avoir 90 secondes d'intervalle entre chaque entrée au lieu de 2 minutes. Le commentateur Vince McMahon annonça que le président de la WWF Jack Tunney réduisait l'intervalle du temps pour des contraintes de timing.
| #Entrée | Entrant          | #Élimination | Éliminé par                                                                                       | Temps |
| ------- | ---------------- | ------------ | ------------------------------------------------------------------------------------------------- | ----- |
| 1       | Scott Steiner    | 4            | Diesel                                                                                            | 9:00  |
| 2       | Samu             | 1            | Scott Steiner                                                                                     | 3:13  |
| 3       | Rick Steiner     | 2            | Owen Hart                                                                                         | 3:57  |
| 4       | Kwang            | 6            | Diesel                                                                                            | 5:57  |
| 5       | Owen Hart        | 5            | Diesel                                                                                            | 4:10  |
| 6       | Bart Gunn        | 3            | Diesel                                                                                            | 2:30  |
| 7       | Diesel           | 13           | Bam Bam Bigelow, Mabel, Sparky Plugg et Crush                                                     | 17:41 |
| 8       | Bob Backlund     | 7            | Diesel                                                                                            | 0:41  |
| 9       | Billy Gunn       | 8            | Diesel                                                                                            | 0:14  |
| 10      | Virgil           | 9            | Diesel                                                                                            | 0:32  |
| 11      | Randy Savage     | 11           | Crush                                                                                             | 4:38  |
| 12      | Jeff Jarrett     | 10           | Randy Savage                                                                                      | 1:19  |
| 13      | Crush            | 16           | Lex Luger, Sparky Plugg et Bret Hart                                                              | 25:03 |
| 14      | Doink the Clown  | 12           | Bam Bam Bigelow                                                                                   | 1:48  |
| 15      | Bam Bam Bigelow  | 23           | Lex Luger                                                                                         | 30:12 |
| 16      | Mabel            | 14           | Greg Valentine, Tatanka, The Great Kabuki, Crush, Bam Bam Bigelow, Sparky Plugg et Shawn Michaels | 9:57  |
| 17      | Sparky Plugg     | 17           | Bret Hart et Shawn Michaels                                                                       | 21:33 |
| 18      | Shawn Michaels   | 27           | Lex Luger                                                                                         | 29:17 |
| 19      | Mo               | 21           | Fatu                                                                                              | 22:46 |
| 20      | Greg Valentine   | 18           | Rick Martel                                                                                       | 20:39 |
| 21      | Tatanka          | 22           | Bam Bam Bigelow                                                                                   | 20:07 |
| 22      | The Great Kabuki | 15           | Lex Luger                                                                                         | 2:46  |
| 23      | Lex Luger        | -            | Covainqueur                                                                                       | 21:58 |
| 24      | Genichiro Tenryu | 25           | Bret Hart et Lex Luger                                                                            | 17:21 |
| 25      | Bastion Booger   | -            |                                                                                                   | 0:00  |
| 26      | Rick Martel      | 19           | Tatanka                                                                                           | 11:22 |
| 27      | Bret Hart        | -            | Covainqueur                                                                                       | 15:08 |
| 28      | Fatu             | 26           | Bret Hart                                                                                         | 13:04 |
| 29      | Marty Jannetty   | 24           | Shawn Michaels                                                                                    | 8:18  |
| 30      | Adam Bomb        | 20           | Lex Luger                                                                                         | 4:55  |

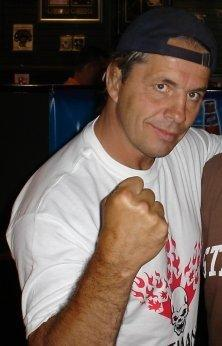
Bret Hart, covainqueur du Royal Rumble.

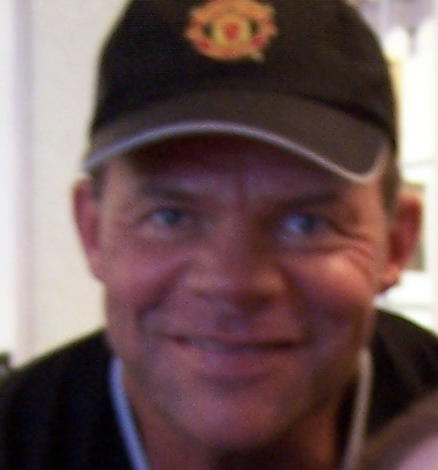
Lex Luger, covainqueur du Royal Rumble.

- Diesel est celui qui a éliminé le plus de catcheurs : 7.
- Bam Bam Bigelow est celui qui est resté le plus longtemps dans le ring avec 30 minutes et 12 secondes.
- Pour la première fois, 2 catcheurs remportent le Royal Rumble
- Bastion Booger, qui était le numéro 25, n'est pas entré sur le ring
- Billy Gunn est celui qui est resté le moins longtemps dans le ring avec 14 secondes.
- Lex Luger et Bret Hart sont ceux qui ont gagné le 7e Royal Rumble de la WWF.
- Lex Luger et Bret Hart ont affronté chacun leur tour Yokozuna à Wrestlemania X pour le WWF Championship.

## Autour de l’événement
- Ludvig Borga était prévu comme l'adversaire de Tatanka et devait être présent dans le Rumble match, mais une blessure sérieuse à la cheville l'en empêcha et sera finalement remplacé par Bam Bam Bigelow. De plus, Borga ne sera plus jamais vu dans un ring de la WWF et la rivalité avec Tatanka se termina de cette façon.
- Thurman "Sparky" Plugg, qui devenait plus tard Bob Holly, faisait sa première apparition à la WWF dans le Royal Rumble match, remplaçant le blessé 1-2-3 Kid.
- Le Royal Rumble match de 1994 est le seul à ce jour à avoir prévu la victoire de deux catcheurs